# 업 (지명)

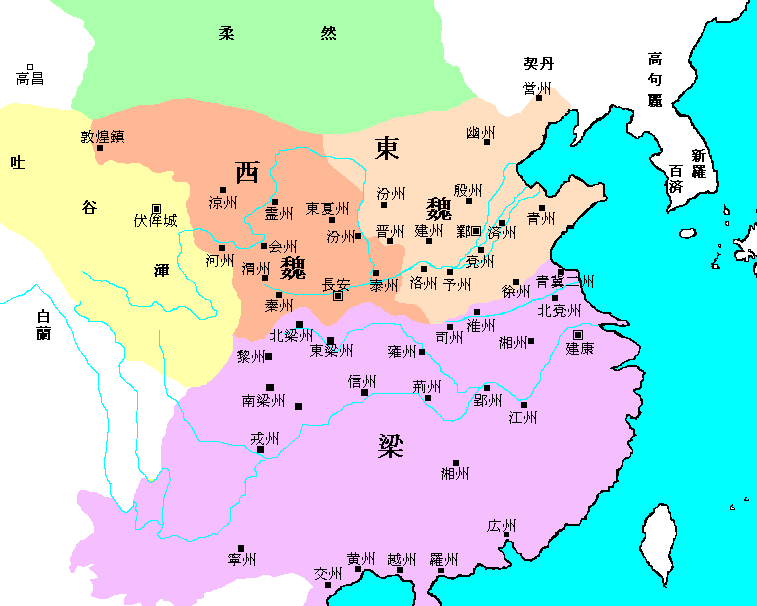
남북조시대(439~589) 중 북조의
동위서위와
남조의 양

업(鄴)은 중국의 옛 도시로, 후조·염위·전연·동위·북제의 도읍지였다. 현재의 중화인민공화국 허베이성 한단 시 린장 현과 허난성 안양시의 경계에 위치하였다.

## 역사
춘추 시대 제나라의 환공이 건설하였으며, 전국 시대에는 위나라(魏)에 속했고, 서문표가 황허 강과 장허 강의 물을 이용한 관개 사업을 진행하여 번창하였다. 기원전 239년, 업은 위나라에서 조나라에게로 넘어갔다. 진나라가 조나라를 멸망시킨 후 한단군에 속했다. 전한 시대에는 위군의 치소가 소재하였다.
후한 때에 이르러 화베이 평원에서 군사적·경제적으로 핵심적인 도시가 되었으며,
기주 일대에서 할거한 제후 원소의 근거지가 되었고, 이후 원소의
세력을 흡수한 조조 또한 근거지로 삼아 후한 멸망 때까지 세력의 중심지로 기능하였다. 비록 후한의 뒤를 이은 조위에서는 낙양을 수도로 삼았으나, 이후에도 업은 중심도시의 기능을 여전히 수행하였다.
북조(北朝) 시대에 다시 수도가 되었고,
흥화 2년(540년)에 고환(高歡)이 새 궁전을 축조하였다.
북제가 북주(北周)에 멸망한 이후인 대상 2년(580년),
양견(楊堅)에 반발하여 반란을 일으킨 울지형(尉遲迥)에게 점령되었으며,
반란을 평정하는 과정에서 파괴되었다.
현재 허베이성 한단 시 린장 현에 성터 유적이 남아 있으며, 중화민국 시대부터 발굴 조사에 들어가 1983년 성벽, 도로 등 후한과 위진남북조 당시의 도시 설계의 개요가 밝혀졌다. 고고학적인 가치가 큰 것이 인정되어, 전국중점문물보호단위에 지정되었다.

## 같이 보기
- 린장 현
- 위진남북조
- 동작대